# Вестпорт (переписна місцевість, Нью-Йорк))
Вестпорт (англ. Westport) — переписна місцевість (CDP) в США, в окрузі Ессекс штату Нью-Йорк. Населення — 496 осіб (2020).

## Географія
Вестпорт розташований за координатами 44°11′1″ пн. ш. 73°26′20″ зх. д. / 44.18361° пн. ш. 73.43889° зх. д. (44.183566, -73.438776).  За даними Бюро перепису населення США в 2010 році переписна місцевість мала площу 6,11 км², уся площа — суходіл.

## Демографія
Згідно з переписом 2010 року, у переписній місцевості мешкало 518 осіб у 240 домогосподарствах у складі 121 родини. Густота населення становила 85 осіб/км².  Було 387 помешкань (63/км²).
Расовий склад населення:
| - 96,1 % — білих - 1,0 % — азіатів - 0,6 % — чорних або афроамериканців - 0,2 % — корінних американців |

До двох чи більше рас належало 2,1 %. Частка іспаномовних становила 3,9 % від усіх жителів.
За віковим діапазоном населення розподілялося таким чином: 21,6 % — особи молодші 18 років, 56,8 % — особи у віці 18—64 років, 21,6 % — особи у віці 65 років та старші. Медіана віку мешканця становила 47,1 року. На 100 осіб жіночої статі у переписній місцевості припадало 81,8 чоловіків;  на 100 жінок у віці від 18 років та старших — 82,9 чоловіків також старших 18 років.
Середній дохід на одне домашнє господарство  становив 79 354 долари США (медіана — 47 639), а середній дохід на одну сім'ю — 103 040 доларів (медіана — 53 472). За межею бідності перебувало 7,3 % осіб, у тому числі 0,0 % дітей у віці до 18 років та 15,7 % осіб у віці 65 років та старших.
Цивільне працевлаштоване населення становило 192 особи. Основні галузі зайнятості: виробництво — 33,9 %, освіта, охорона здоров'я та соціальна допомога — 20,8 %, публічна адміністрація — 10,4 %, мистецтво, розваги та відпочинок — 9,4 %.